# Ключ 12
Ключ 12 (иер. 八) со значением «восемь» — двенадцатый по порядку из 214 традиционного списка иероглифических ключей, используемых при написании иероглифов.

## История
Происхождение иероглифа «восемь» связывают с двоичной системой счисления.
В современном языке иероглиф используется в значениях: «восемь, восьмой, восьмерной» и т. д. Кроме этого иероглиф употребляют в значениях «делить, разделять».
В качестве ключевого знака «восемь» употребляется сравнительно нечасто.
В словарях находится под номером 12. Есть вариант записи сверху (丷).

## Примеры
| Доп. черты | Примеры    |
| ---------- | ---------- |
| 0          | 八         |
| 2          | 公六兮兯   |
| 4          | 共兲关龹𠔉 |
| 5          | 㒵㒶㒷兵   |
| 6          | 其具具典   |
| 7          | 㒸养兹     |
| 8          | 兺兼       |
| 9          | 兽         |
| 10         | 𠔦         |
| 11         | 兾兿𠔭𠔮   |
| 14         | 冀         |
| 16         | 冁         |
| 18         | 㒹         |